# Von Cube
von Cube är en balttysk adelsätt, immatrikulerad 1822 på riddarhuset i Arensburg (i nuvarande Kuressaare, Ösel). En annan gren immatrikulerads på riddarhuset i Reval 1905.

## Personer med efternamnet von Cube
- Gustav von Cube (1873–1931), arkitekt
- Irma von Cube (1899–1977), tysk-amerikansk manusförfattare